# 억양
억양(抑揚)은 문장에 얹히는 높이 곡선을 말한다. 문장의 전체나 일부에 얹혀서 특정한 억양 의미를 전달하는 억양형을 억양 패턴이라 한다.
하나의 억양 패턴이 부과되는 단위에 따라 다음과 같이 나뉠 수 있다.
- 문장 억양
- 말마디 억양
- 핵억양: 한국어에서는 억양의미의 대부분이 말마디의 끝음절에 얹힌 억양패턴에 의해 결정되고, 이호영(1991)에 따르면 이 억양패턴을 핵억양이라 한다.[1]
- 말토막 억양

## 같이 보기
- 초점 (언어학)
- 운율 (언어학)
- 언어행위
- 성조